# Hemiplatytes parallela
Hemiplatytes parallela là một loài bướm đêm trong họ Crambidae.